# Marta González Vázquez
Marta González Vázquez, née le 25 janvier 1965, est une femme politique espagnole membre du Parti populaire (PP).
Elle est élue députée de la circonscription de La Corogne lors des élections générales de novembre 2011.

## Biographie

### Vie privée
Elle est mariée et elle est mère d'une fille.

### Profession
Elle est titulaire d'un doctorat en histoire médiévale. Elle est professeure d'université.

### Carrière politique
Elle est directrice générale des services galiciens d'égalité à la Junte de Galice de 2003 à 2005 puis de 2009 à 2011. De 2009 à 2011, elle est secrétaire générale d'égalité à la Junte de Galice et de 2014 à 2015, conseillère municipale de Saint-Jacques de Compostelle.
Le 20 novembre 2011, elle est élue députée pour La Corogne au Congrès des députés et réélue en 2015 et 2016.